# Castelnuovo Nigra
Castelnuovo Nigra (piemontiul: Castelneuv Nigra) egy északolasz község Torino megyében.

## Elhelyezkedése
A Sacra-völgyben található, és a Sacra-völgyi Hegyi Közösség tagja.

## Látványosságok
- Madonna della Guardia templom
- San Martino kastély
- San Sebastiano templom

## Fordítás
- Ez a szócikk részben vagy egészben  a   Castelnuovo Nigra című olasz Wikipédia-szócikk fordításán alapul.  Az eredeti cikk szerkesztőit annak laptörténete sorolja fel. Ez a jelzés csupán a megfogalmazás eredetét és a szerzői jogokat jelzi, nem szolgál a cikkben szereplő információk forrásmegjelöléseként.